# Suchá Kamenice

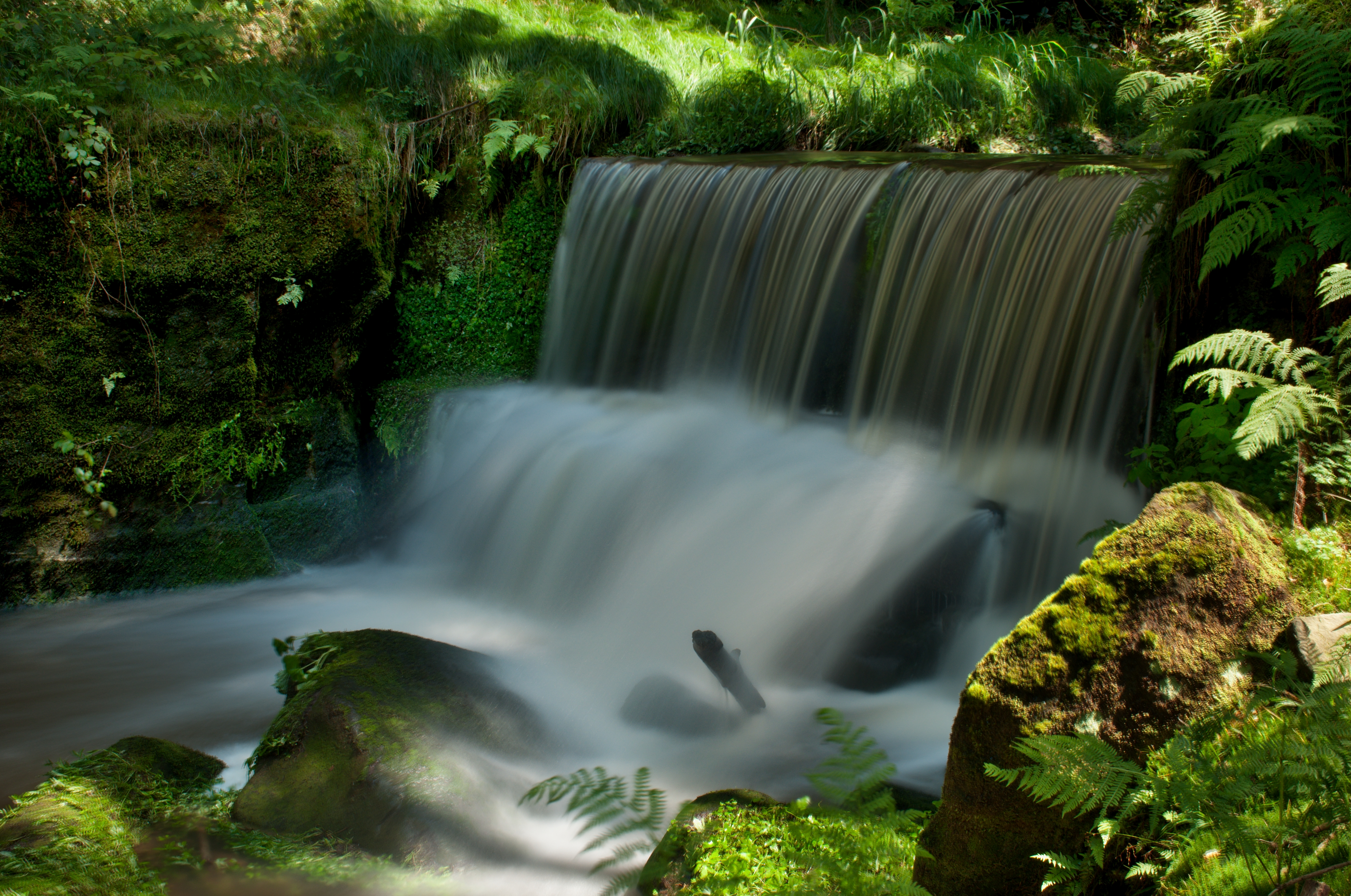
Alternativní pohled na mlýnský jez

Suchá Kamenice je malý potok nedaleko Hřenska v okrese Děčín v Ústeckém kraji. Jde o pravostranný přítok řeky Labe. Délka jejího toku činí 6,9 km. Plocha povodí měří 17,0 km².

## Průběh toku

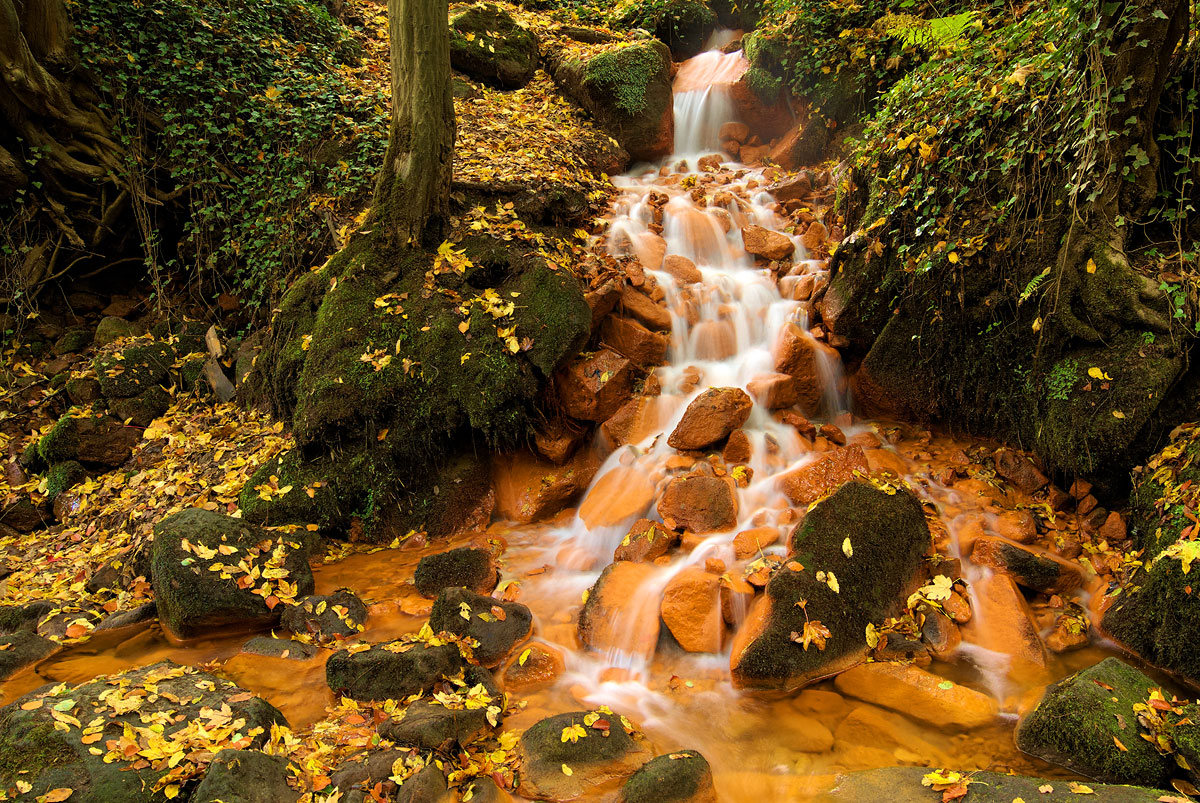
Železitý pramen při ústí Suché Kamenice do Labe

Potok pramení východně od Bynovce, na severozápadním svahu Bynoveckého vrchu (412 m), v nadmořské výšce zhruba 365 m. Po celé své délce teče převážně severozápadním směrem. Pod Arnolticemi vtéká do hlubokého lesnatého údolí. Vlévá se do Labe jižně od Hřenska v nadmořské výšce zhruba 115 m.
Potok je plný balvanů a kamenů, jež vytvářejí malé vodopády a četné peřeje. V zimě je voda místy zamrzlá a tvoří různé ledopády, které vynikají v útrobách hlubokého lesa. Na dolním toku měla voda Kamenice rezavé zabarvení, což bylo způsobeno špatným zabezpečením hlubinného vrtu díky čemuž nedaleko jejího ústí do Labe do Suché Kamenice přitékala železitá voda. Celé údolí je pro svou tichost a romantičnost velmi oblíbené i v letních měsících, kdy je potok většinou vyschlý.

### Přístup
K Suché Kamenici je přístup po červené turistické trase z nábřeží ve Hřensku vzdáleném jeden kilometr a poté kaňonem vzhůru na Labskou stráň, kde lze vystoupit na vyhlídkovou terasu.

### Větší přítoky
- Janovský potok (hčp 1-14-04-011) – pravostranný přítok s plochou povodí 8,5 km².[2]

## Vodní režim
Suchá Kamenice je sezónní tok mající vodu od podzimu do jara. V letních měsících je zpravidla bez vody. 

### Povodně
Potok je při větších deštích náchylný k rozvodnění, hlavním důvodem je hluboké údolí, kterým tok protéká a kde se voda nemůže rozlít do okolí. V roce 2002 došlo k největšímu rozvodnění, kdy byla poškozena cesta, která prochází podél toku.

## Zajímavosti
V roce 1794 byl v údolí potoka postaven mlýn s pilou a stoupou, který pro častý nedostatek vody neprosperoval a často měnil majitele. Trvalejším majitelem mlýna se stal až po roce 1806 Josef Günter z Varnsdorfu, který zde vybudoval hospodu s tanečním sálem. Budova mlýna zanikla v roce 1882, kdy ji zpustošil požár.

## Galerie

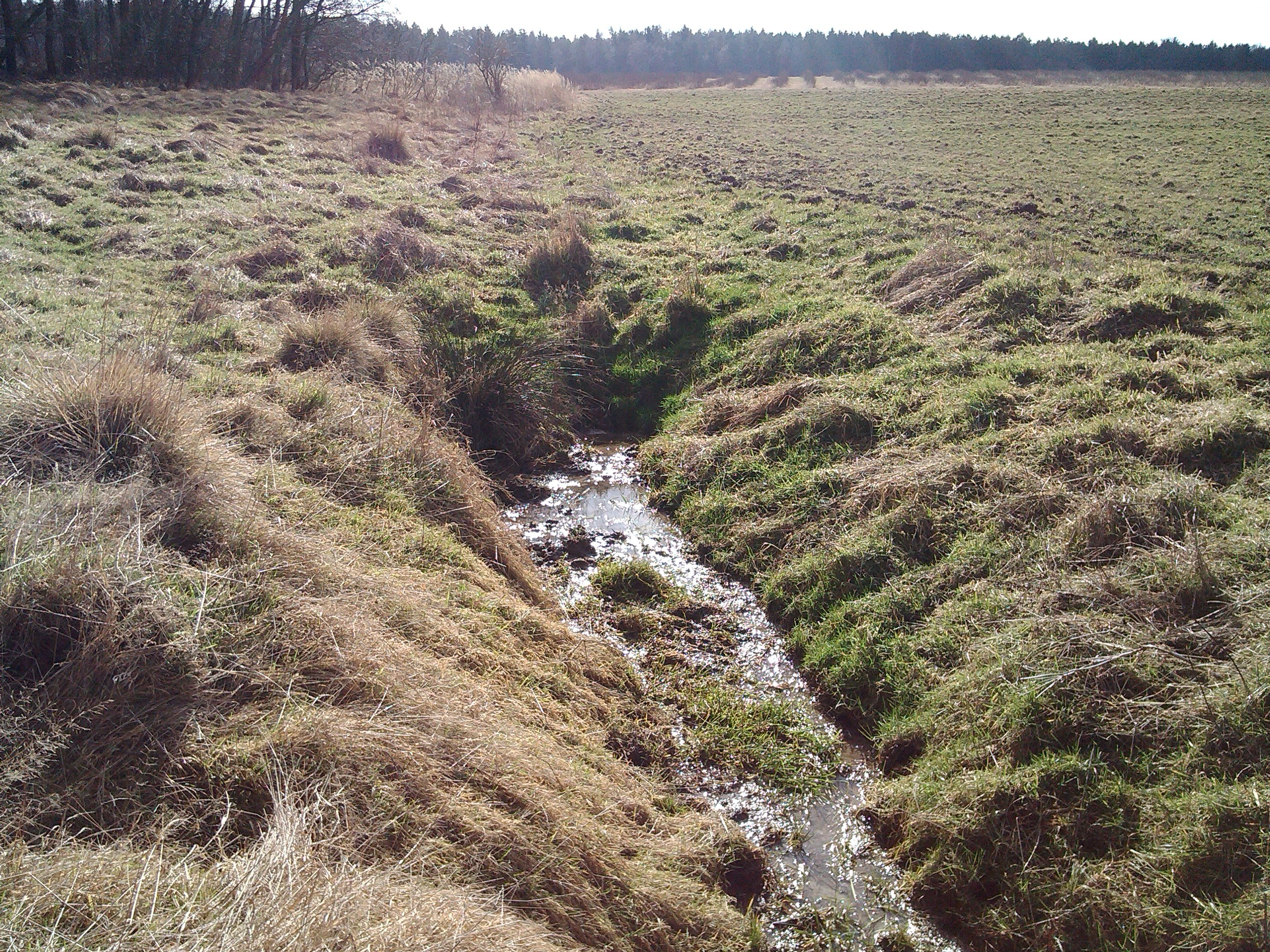
Pramen Suché Kamenice.
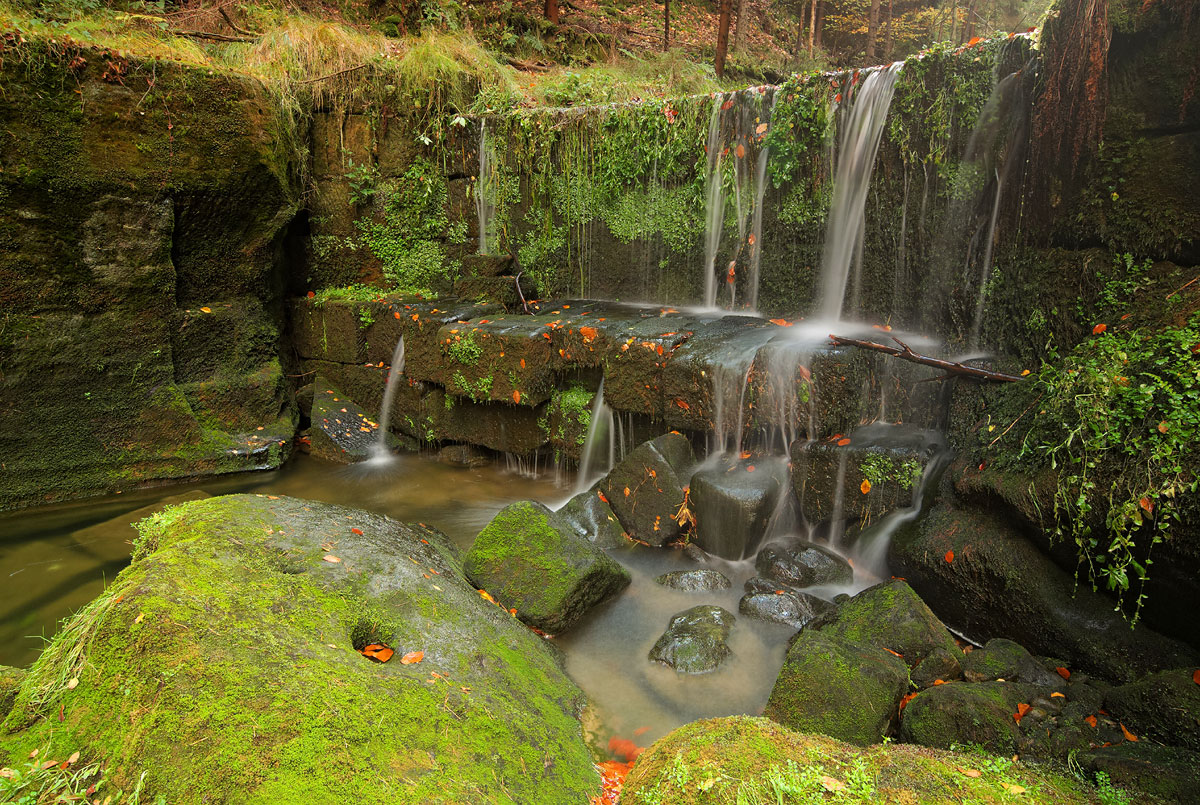
Mlýnský jez na dolním toku Suché Kamenice
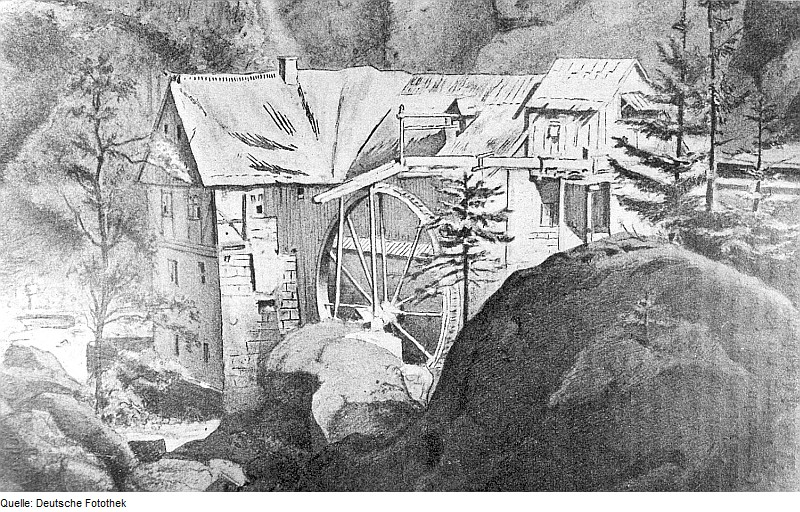
Dobové vyobrazení mlýna